# 他布比妥
他布比妥（英语：Talbutal）是一种巴比妥类药物，作用时间短至中等。它是布他比妥的结构异构体。他布比妥是美国的附表III药物。

## 药理学
他布比妥是一种短效至中效的巴比妥类药物。巴比妥类药物作为中枢神经系统的非选择性抑制剂，能够产生从兴奋到轻度镇静、催眠和深度昏迷的所有级别的中枢神经系统情绪改变。在足够高的治疗剂量下，巴比妥类药物会诱导麻醉。

## 作用机制
他布比妥在与GABAA受体上的氯离子离子载体相关的独特结合位点上结合，增加了氯离子离子载体开放的持续时间。因此，GABA在丘脑中的突触后抑制作用会延长。

## 毒性
急性巴比妥类药物中毒的症状包括嗜睡、意识模糊、昏迷、呼吸抑制、低血压和休克。